# 雅佛蘭龍屬
雅佛兰龍屬（屬名：Yaverlandia）是獸腳亞目恐龍的一屬。雅佛兰龍的化石是一個部份頭顱骨，發現於英格蘭威特島的早白堊紀地層。雅佛兰龍最初被敘述成已知最早的厚頭龍科，但Darren Naish的2006年研究，顯示雅佛兰龍可能屬於獸腳亞目，可能是手盜龍類。屬名是以化石發現地的Yaverland村為名。